# Parapleustes gracilis
Parapleustes gracilis är en kräftdjursart som beskrevs av Buchholz 1874. Parapleustes gracilis ingår i släktet Parapleustes och familjen Pleustidae. Arten är reproducerande i Sverige. Inga underarter finns listade i Catalogue of Life.